# Thanasis Androutsos
Athanasios Georgios Androutsos, más conocido como Thanasis Androutsos, (Atenas, 6 de mayo de 1997) es un futbolista griego que juega de centrocampista en el O. F. I. Creta de la Superliga de Grecia.

## Selección nacional
Es internacional con la selección de fútbol de Grecia. Fue internacional sub-18, sub-19 y sub-21, antes de convertirse en internacional absoluto el 25 de mayo de 2018, en un partido amistoso frente a la selección de fútbol de Arabia Saudí.
El 6 de junio de 2021 marcó su primer gol con la selección, en la victoria por 2-0 de Grecia frente a la selección de fútbol de Noruega, en un partido amistoso.

## Clubes
| Club                         | País     | Año       |
| ---------------------------- | -------- | --------- |
| Olympiakos F. C.             | Grecia   | 2016-2025 |
| Atromitos de Atenas (cedido) | Grecia   | 2019-2020 |
| VfL Osnabrück (cedido)       | Alemania | 2024      |
| O. F. I. Creta               | Grecia   | 2025-     |

## Palmarés

### Títulos nacionales
| Título              | Club             | País   | Año  |
| ------------------- | ---------------- | ------ | ---- |
| Superliga de Grecia | Olympiakos F. C. | Grecia | 2017 |
| Superliga de Grecia | Olympiakos F. C. | Grecia | 2021 |
| Superliga de Grecia | Olympiakos F. C. | Grecia | 2022 |